# Hans Stilp jr.
Hans Stilp jr. (Fürstenfeld (Stiermarken), 19 april 1882 – Wenen, 5 november 1956) was een Oostenrijks componist, acteur, toneelregisseur en theaterdirecteur. 
Stilp jr. werd in jonge jaren al door zijn vader Hans Stilp opgeleid. Hij studeerde naast muziek ook theaterwetenschappen en schouwspel. Later was hij regisseur en directeur aan theaters in Graz en Wenen. Als componist schreef hij meerdere marsen voor harmonieorkest. 

## Composities

### Werken voor harmonieorkest
- Allzeit voran
- Der Heimat Schutz, der Feinde Trutz
- Grazer Bummler
- Klage
- Mit Gott für Kaiser und Vaterland - Vaterlandstreue
- Steirischer Landsturm (Die Steirer kommen)